# 바티칸 은행
교황청 종교사업협회(이탈리아어: Istituto per le Opere di Religione, IOR)는 로마 교황청의 자금 관리와 운영을 맡고있는 조직으로, 바티칸 은행(이탈리아어: Banca Vaticana)이라고도 불린다.

## 개요
바티칸 은행은 신용카드 발급이나 대출 등 일반은행 업무를 처리하지 않는다. 하는 일은 오직 비밀이 보장된 기관과 고객의 예금을 받는 것이다.
세계 어디에서든 돈을 다루는 기관이라면 영업 내역을 공개하고 감독을 받아야 하지만, 바티칸 은행의 대차대조표(영업 및 재무 내역)는 철저히 비공개이고 교황청 국무장관에게만 제출된다. 유럽연합(EU)은 물론 이탈리아 금융감독원이나 중앙은행도 IOR을 조사하거나 감독할 수는 없다. 이 때문에 검은돈 세탁과 부정거래에 연루되어 왔다.
이 은행의 감독은 5년 임기의 추기경 5명으로 구성된 ‘추기경위원회’가 감독한다. 추기경위원회는 IOR 감독위원회 의장과 감사(주교급)를 임명한다. 그리고 감독위원회 의장은 다시 IOR의 은행장 격인 사무총장을 임명한다.

## 역사
이탈리아 파시스트 무솔리니와 교황 비오 11세간에 맺어진 라테란 조약은 가톨릭 교회에 이탈리아 국내에서의 특권적 지위를 주었다. 성직자의 징병면제나 선서ㆍ증언 거부권, 교회법상의 처분을 받은 성직자의 공직취임금지, 주교구 등 종교기관의 법인격이나 전국적 신자조직 〈이탈리아 가톨릭 액션〉의 승인, 교회의 혼인통제, 초ㆍ중학교에서의 의무 종교교육 등이 정해졌다. 이와 더불어 무솔리니는 현금 7억 5000천만 리라, 5%의 이자부 채권으로 10억 리라, 총 17억 5000만리라 자금을 교황청에게 주었다. 교황청은 이 자금을 JP 모건의 관리를 거쳐 세계 각국의 대형 은행과 다국적 기업들에 투자하였고 이렇게 불린 자금은 오늘날 바티칸 은행의 종자돈이 되었다.
2013년 6월 28일에는 바티칸은행 최고경영자(CEO)를 맡은 문지오 스카라노(62) 신부가 사기와 부패 혐으로 이탈리아 경찰에 전격 체포됐다.스카라노 신부는 이탈리아 금융계에서 ‘돈(Don:성직자나 영주에 대한 존칭) 500’으로 불렸다. 그가 늘 500유로(약 68만원)짜리 지폐 뭉치를 지니고 다녀서다. 그는 2000만 유로를 개인 비행기 편으로 스위스에서 바티칸은행으로 수송하다 들통났다.

## 검은 돈,교황 암살, 마피아
교황 요한 바오로 1세의 급작스런 죽음에는 이 바티칸은행의 검은 돈 거래가 한 몫을 했다는 주장도 있다.
영국작가 데이비드 얄롭은 '신의 이름으로?'라는 제목의 책에서 당시 바티칸은행 총재였던 마르친쿠스 대주교, 국무장관 장 빌로 추기경, 은행가 로베르토 칼비와 미셸 신도나, 비밀결사조직 프로파간다 두에(P2)의 지도자 리치오 겔리 등 `바티칸 마피아'가 교황의 죽음에 연루됐다고 주장했다. 그들중 누군가가 전날 밤 교황에게 치명적인 심장근육강화제를 먹였다는 것이다. 얄롭에 따르면 요한 바오로 1세는 사망 당시 다음날 파면시키려 했던 비밀결사조직 프로파간다 두에(P2)의 소속원 명단을 손에 들고 있었는데 여기에는 바티칸은행장 마르친쿠스 대주교와 국무장관 빌로 추기경이 포함돼 있었다. 바티칸 은행장인 마르친쿠스 대주교는 당시 바티칸 역사상 최대의 금융스캔들에 연루돼 있었다. 바티칸은 마르친쿠스가 은행가 칼비와 벌였던 사업 때문에 2억5천만달러를 날렸고 이 거래에는 마피아의 금융상담자로 알려진 신도나도 연루됐다. 칼비는 82년6월 런던의 한 교각에서 시체로 발견됐고 신도나는 86년3월 감옥에서 독극물이 든 커피를 마시고 사망했다.

## 홀로코스트의 피묻은 금
무솔리니와 라테란 조약을 통해 받은 거액의 이탈리아 국채 중 일부는 좋은 금과 미국 국채 등으로 바꾸는 작업(스와프 거래)을 시작했다. 이 일은 미국 투자은행 JP모건이 맡았다. 《금융제국 JP모건》(론 처노)에 따르면 교황청은 이탈리아 국채를 팔아 마련한 돈으로 금을 사들여 프랑스은행(BOF) 금고에 넣어뒀다. 그런데 40년 독일이 프랑스를 침공했고 교황청은 JP모건의 도움을 받아 금괴를 스웨덴을 거쳐 미국으로 옮겼다. 이 금은 현재 미국 연방준비제도(Fed)에 예치돼 있다. 그런데 바티칸은행의 금은 뜻하지 않은 논란으로 이어졌다.제2차 세계대전 때 아돌프 히틀러가 벌인 홀로코스트 희생자들이 소유했던 금 일부가 바티칸은행으로 흘러 들어갔다는 논쟁이다. 홀로코스트 희생자 후손들은 제2차 세계대전 직후부터 “나치 잔당들이 전쟁이 끝난 뒤 희생자들의 금붙이 등을 모아 교황청에 넘겼다”고 주장했다. 후손들은 90년대 말 미국 법원 등에 금 반환소송을 제기했다.

## 다각적 투자
바티칸은행은 돈이 된다면 부동산, 금 바이오 벤처 등 어느 곳에나 투자를 한다. 초기에는 부동산과 금에 투자하였지만 20세기 들어서는 금과 선진국 국채, 그리고 바이오 벤처 등에 투자하고 있다. 2006년 9월에는 제약회사인 화이자가 분리매각하는 `네르비아노 메디칼 시스템스`(NMS)를 사들였다. 바티칸이 인수한 NMS는 이탈리아 밀라노에 본사를 둔 전형적인 바이오 벤처이다. 유전공학 기법을 활용해 종양 치료제를 개발하고 있다. 2002년 화이자에 인수된 이후 흑자를 내본 적이 없을 정도로 수익성과는 거리가 멀다. 더욱이 교황청이 이미 보유하고 있는 제약회사인 IDI보다 더 위험한 바이오 벤처로 꼽히고 있다. NMS의 종양 치료제 개발 기법은 가톨릭 교회가 ‘하느님의 영역’이라고 설정한 유전자 지식을 활용하고 있기 때문에 가톨릭 교리와도 충돌하고 있다.

## 한 해 수익
바티칸은행의 2014년도 수익은 6천930만 유로 우리 돈으로 약 832억 2천만원에 달한다. 이는 2013년 290만 유로에 비해 20배가 넘는 액수이다.